# Kristina Pardalos
Kristina Pardalos (* 14. Oktober 1973 in New York City) ist eine san-marinesische Juristin.

## Leben
An der Universität Bologna schloss sie 1999 ein Studium der Rechtswissenschaft ab. Nach dreijährigem Praktikum in einer Kanzlei wurde sie 2002 in San Marino als Rechtsanwältin zugelassen und trat zugleich in eben jene Kanzlei ein. Im Dezember 2003 ernannte sie die Università degli Studi di San Marino zur Professorin für Rechtswissenschaft.
Von 2004 bis 2009 gehörte Pardalos als stellvertretendes Mitglied der Europäischen Kommission gegen Rassismus und Intoleranz an. Zwischen 2006 und 2007 arbeitete sie auch als vom Congresso di Stato berufene Pflichtverteidigerin. 2009 wurde sie in den Gleichstellungsausschuss der Parlamentarischen Versammlung des Europarats aufgenommen, in dem sie ab März 2009 als Koordinator fungierte. Am  21. September 2009 übernahm sie als für San Marino gewählte Richterin den Posten der zurückgetretenen Antonella Mularoni am Europäischen Gerichtshof für Menschenrechte.
Pardalos ist seit Juni 2009 verheiratet.